# Autostrada A10 (Niemcy)
Autostrada federalna A10 (niem. Bundesautobahn 10 (BAB 10), Autobahn 10 (A10)) – autostrada w Niemczech, zewnętrzna obwodnica Berlina. Potocznie znana jako Berliner Ring, jej obwód wynosi 196 km. Na krótkim odcinku przebiega przez obrzeża miasta – okręg Pankow.

## Historia
Zaprojektowana przed II wojną światową, jako Reichsautobahn (RAB) 7. W latach 1936–1939 oddano do użytku 129 km drogi oznaczonych jako RAB 7a (część wschodnia) i RAB 7b (część południowa). Pozostałe 67 km (według planów przedwojennych RAB 7c) na zachód i północ od stolicy, dokończono w latach 1972-1979, na obszarze ówczesnej NRD. W latach 2011–2013 przebudowano węzeł Autobahndreieck Schwanebeck z autostradą A11, który od końca 2013 r. posiada nazwę Autobahndreieck Barnim (nazywanego też Autobahndreieck Kreuz Barnim) i bezpośrednie połączenie z drogą B2, co przyczyniło się do likwidacji węzła nr 36.
W czasach NRD autostrada posiadała numer A1, który istniał jedynie dla potrzeb administracyjnych, przez co nie umieszczano go na drogowskazach. Trasa była również częścią dróg międzynarodowych:
- E6 Abzweig Leipzig – Abzweig Drewitz
- E8 Abzweig Magdeburg – Abzweig Frankfurt/O.
- E74 Abzweig Prenzlau – Abzweig Frankfurt/O.[5].

Ówcześnie istniejące skrzyżowania autostrad – oprócz węzła Schönefelder Kreuz – posiadały nazwy od miejscowości lub ich dzielnic, do których można dojechać odchodzącymi od Ringu arteriami:
- Abzweig Prenzlau – obecnie Dreieck Barnim (A10/A11/B2)
- Abzweig Frankfurt/O. – obecnie Dreieck Spreeau (A10/A12)
- Abzweig Drewitz – obecnie Dreieck Nuthetal (A10/A115)
- Abzweig Leipzig – obecnie Dreieck Potsdam (A10/A9)
- Abzweig Magdeburg – obecnie Dreieck Werder (A10/A2)
- Abzweig Rostock – obecnie Dreieck Havelland (A10/A24)
- Abzweig Stolpe – obecnie Dreieck Kreuz Oranienburg (A10/A111/B96)
- Abzweig Berlin-Pankow – obecnie Dreieck Pankow (A10/A114)

## Trasy europejskie
Arteria jest częścią tras europejskich E26, E30, E51 i E55.

## Natężenie ruchu
| Punkt pomiaru                 | 2010   | 2015    |
| ----------------------------- | ------ | ------- |
| Dreieck Barnim (A11)          | 50 200 | 51 500  |
| Berlin-Hohenschönhausen       | 48 600 | 49 500  |
| Berlin-Marzahn                | 39 800 | 44 000  |
| Berlin-Hellersdorf            | 45 100 | 47 700  |
| Rüdersdorf                    | 43 800 | 48 700  |
| Erkner                        | 47 200 | 48 500  |
| Freienbrink                   | 44 900 | 54 000  |
| Dreieck Spreeau (A12)         | 64 600 | 66 200  |
| Niederlehme                   | 68 400 | 69 600  |
| Königs Wusterhausen           | 75 900 | 85 600  |
| Schönefelder Kreuz (A13/A113) | 66 200 | 73 100  |
| Rangsdorf                     | 60 000 | 62 200  |
| Genshagen                     | 63 200 | 71 500  |
| Ludwigsfelde-Ost              | 51 900 | 55 700  |
| Ludwigsfelde-West             | 52 500 | 54 700  |
| Dreieck Nuthetal (A115)       | 89 200 | 100 500 |
| Michendorf                    | 87 100 | 96 200  |
| Ferch                         | 90 900 | 95 300  |
| Dreieck Potsdam (A9)          | 63 500 | 73 200  |
| Glindow                       | 53 500 | 67 000  |
| Dreieck Werder (A2)           | 27 900 | 32 600  |
| Groß Kreutz                   | 30 700 | 34 700  |
| Phöben                        | 33 100 | 38 100  |
| Leest                         | 30 200 | 36 700  |
| Potsdam-Nord                  | 34 400 | 40 100  |
| Berlin-Spandau                | 29 200 | 36 000  |
| Brieselang                    | 29 300 | 34 200  |
| Falkensee                     | 28 500 | 34 700  |
| Dreieck Havelland (A24)       | 51 100 | 55 300  |
| Oberkrämer                    | 51 100 |         |
| Kreuz Oranienburg (A111)      | 42 500 | 48 900  |
| Birkenwerder                  | 48 000 | 54 300  |
| Mühlenbeck                    | 53 300 | 50 900  |
| Dreieck Pankow (A114)         | 46 700 | 49 900  |